# Marika Strand
Ellen Marika Strand, född 20 november 1963 i Engelbrekts församling, Stockholm, är en svensk skådespelare.
Marika Strand växte upp i en teaterfamilj, fadern Arne Strand är skådespelare och modern Gunilla Berg är regissör.
Strand medverkade i TV-serien Goda grannar 1987. Hon har varit engagerad på Helsingborgs stadsteater, Älvsborgsteatern och tillhör sedan 1990 Östgötateaterns fasta ensemble.
Hon är sambo med skådespelaren Christian Zell och de fick en dotter 1988.

## Filmografi
- 1987 – Goda grannar (TV-serie)

## Teater

### Roller (ej komplett)
| År   | Roll                       | Produktion                                                                | Regi                | Teater                      |
| ---- | -------------------------- | ------------------------------------------------------------------------- | ------------------- | --------------------------- |
| 1986 |                            | Första gången Eva dog Anita Blom                                          | Anna-Greta Bergman  | Helsingborgs stadsteater    |
| 1987 | Sarah                      | Tystnad Tagning! (הפלשתינאית, Ha-Palestinait) Joshua Sobol                | Gunilla Berg        | Helsingborgs stadsteater    |
| 1987 | En sköterska               | Hittebarnet August Blanche                                                | Palle Granditsky    | Helsingborgs stadsteater    |
| 1988 | Rosie Metcalfe             | Min mamma sa... (My Mother Said I Never Should) Charlotte Keatley         | Anna-Greta Bergman  | Helsingborgs stadsteater    |
| 1989 | Sonja                      | Onkel Vanja (Дядя Ваня, Djadja Vanja) Anton Tjechov                       | Palle Granditsky    | Helsingborgs stadsteater    |
| 2000 |                            | En uppstoppad hund Staffan Göthe                                          | Claes Lundberg      | Östgötateatern              |
| 2010 |                            | Vildanden Henrik Ibsen                                                    | Torbjörn Astner     | Östgötateatern              |
| 2010 |                            | Familjen (August: Osage County) Tracy Letts                               | Tereza Andersson    | Östgötateatern              |
| 2012 |                            | Änglar i Amerika (Angels in America) Tony Kushner                         | Tereza Andersson    | Östgötateatern              |
| 2012 |                            | Gin & Bitter Lemon (Absurd Person Singular) Alan Ayckbourn                | Stina Ancker        | Östgötateatern              |
| 2013 |                            | Bluebird Simon Stephens                                                   | Tereza Andersson    | Östgötateatern              |
| 2015 | Martin                     | 1984 George Orwell                                                        | Sara Giese          | Riksteatern/ Östgötateatern |
| 2016 | Thora Edlin                | Ensam Alfhild Agrell                                                      | Martin Rosengardten | Östgötateatern              |
| 2017 | Antonia Sven Smörblom      | Mycket väsen för ingenting (Much Ado About Nothing) William Shakespeare   | Pelle Öhlund        | Östgötateatern              |
| 2018 | Frida                      | Farmor och vår Herre Hjalmar Bergman                                      | Pontus Plænge       | Östgötateatern              |
| 2019 | Belinda Blair/Flavia Brent | Rampfeber (Noises Off) Michael Frayn                                      | Pontus Plænge       | Östgötateatern              |
| 2020 |                            | De insnöade William Wahlstedt                                             | William Wahlstedt   | Östgötateatern              |
| 2020 | Grevinnan av Roussillon    | Slutet gott, allting gott (All's Well That Ends Well) William Shakespeare | Pontus Plænge       | Östgötateatern              |
| 2021 | Radioröst                  | Clownen Jac Hjalmar Bergman                                               | Pontus Plænge       | Östgötateatern              |
| 2022 | Minna                      | Expedition kyla (Kohti kylmempää) Leea Klemola och Klaus Klemola          | Jussi Sorjanen      | Östgötateatern              |
| 2022 |                            | Fly me to the moon Marie Jones                                            | Peter Jansson       | Östgötateatern              |
| 2023 | Norma Ensemble             | Waitress Jessie Nelson och Sara Bareilles                                 | Roger Lybeck        | Östgötateatern              |
| 2024 | Rut                        | Rut och Ragnar Kristina Lugn                                              | Johan Huldt         | Östgötateatern              |